# پیپرتون (تنسی)
پیپرتون(به انگلیسی: Piperton) شهری در ایالت تنسی کشور ایالات متحده آمریکا است که جمعیت آن در سرشماری سال ۲۰۱۰ میلادی، ۱٬۴۴۵ نفر بوده‌است.